# Geobelobryon
Geobelobryon es un género de musgos hepáticas del orden Jungermanniales. Tiene las siguientes especies:

## Taxonomía
El género fue descrito por Riclef Grolle y publicado en Journal of the Hattori Botanical Laboratory 25: 135. 1962.

## Especies
- Goebelobryum grossitextum (Stephani) Grolle
- Goebelobryum unguiculatum (Hook. f. & Taylor) Grolle